# Alfonso Rodríguez
Alfonso Rodríguez (ur. 30 maja 1929) – kolumbijski strzelec, olimpijczyk.
Uczestnik Letnich Igrzysk Olimpijskich 1972, na których wystartował w 2 konkurencjach. Zajął 55. pozycję w karabinie małokalibrowym w trzech postawach z 50 m (wśród 69 strzelców) i 71. lokatę w karabinie małokalibrowym leżąc z 50 m (na 101 zawodników).

## Wyniki

### Igrzyska olimpijskie
| Igrzyska       | Konkurencja                               | Wynik                        | Miejsce | Źródło |
| -------------- | ----------------------------------------- | ---------------------------- | ------- | ------ |
| Monachium 1972 | Karabin małokalibrowy leżąc, 50 m         | 585 pkt. (96–98–97–99–97–98) | 71      | [ 1 ]  |
| Monachium 1972 | Karabin małokalibrowy, trzy postawy, 50 m | 1087 pkt. (388–357–342)      | 55      | [ 2 ]  |